# Legnotus limbosus

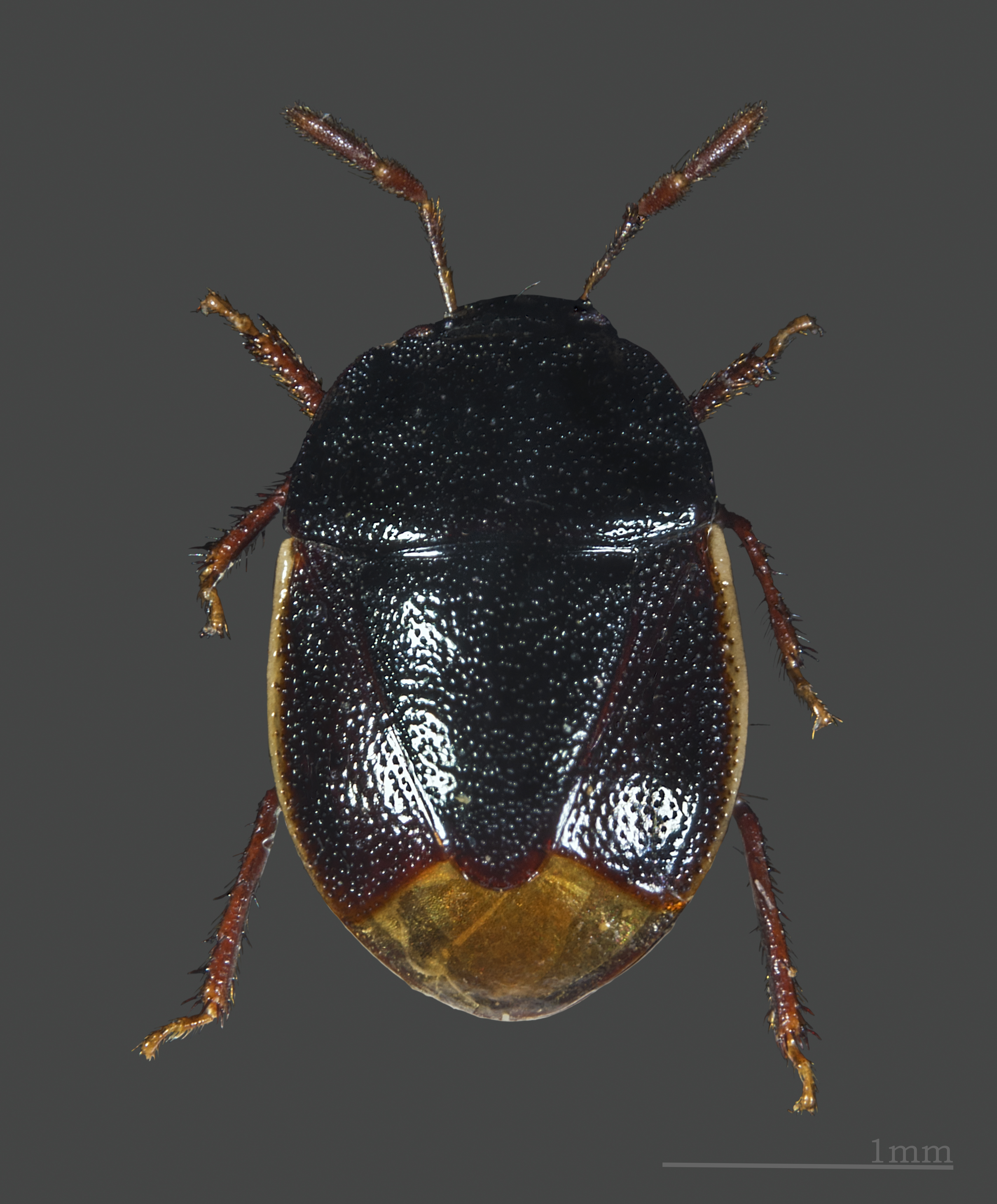
Präparat von Legnotus limbosus

Legnotus limbosus, auch Weißrand-Wanze und Weißrandige Erdwanze genannt, ist eine Wanze aus der Familie der Erdwanzen (Cydnidae).

## Merkmale
Die Wanzen werden 3,5 bis 4,5 Millimeter lang. Sie sind schwarz gefärbt und haben einen blass gefärbten Seitenrand am Corium der Hemielytren. Dieser erreicht nahezu die Membranen der Hemielytren. Die Art ist Legnotus picipes ähnlich, bei der jedoch nur der basale Teil am Rand des Coriums blass gefärbt ist. Außerdem ist der Stirnkeil (Tylus) bei der ähnlichen Art gleich lang wie die ihn begrenzenden Wangen; bei Legnotus limbosus ist er deutlich kürzer.

## Verbreitung und Lebensraum
Die Art ist vom westlichen Nordafrika über den Mittelmeerraum in den Norden Europas verbreitet, fehlt jedoch im hohen Norden. Im Osten tritt sie bis Zentralasien auf. In Mitteleuropa ist die Art verbreitet und häufig nicht selten anzutreffen. Man findet die Tiere in warmen, trockenen bis feuchten Lebensräumen, bevorzugt mit Sandböden und in der Regel ohne Gehölzbewuchs. Es wird jedoch Beschattung toleriert.

## Lebensweise
Die Tiere leben an Labkräutern (Galium), wie etwa Echtem Labkraut (Galium verum), Kletten-Labkraut (Galium aparine) oder Wiesen-Labkraut (Galium mollugo). Insbesondere die Nymphen leben am Boden unter diesen Pflanzen. Die adulten Tiere und nur seltener auch die Nymphen kann man auf Lippenblütlern (Lamiaceae), wie etwa Ziesten (Stachys), Taubnesseln (Lamium), Thymianen (Thymus) und Gamander (Teucrium) finden. Die Überwinterung erfolgt häufig in Aggregationen in der Bodenstreu und in Moos nahe der Nahrungspflanzen. Die Paarung erfolgt im Mai und Juni. Während dieser Zeit kann man die Weibchen auch beim Bewachen ihrer Eigelege beobachten. Die Nymphen treten vor allem in Juni und Juli, aber auch noch bis in den August auf. Die adulten Tiere der neuen Generation findet man ab Ende Juli oder Anfang August. Sie sind kaum aktiv, sondern bereiten sich offenbar sofort auf die Überwinterung vor. Pro Jahr wird eine Generation ausgebildet.

## Belege